# Trastorn cognitiu
Els trastorns cognitius (TC) són una categoria de trastorns de la salut mental que afecten principalment les capacitats cognitives, inclosos l'aprenentatge, la memòria, la percepció i la resolució de problemes. Els trastorns cognitius inclouen el deliri i el trastorn cognitiu lleu i major (anteriorment conegut com a demència). Es defineixen per dèficits de capacitat cognitiva ja adquirida, així normalment representen un declivi i poden tenir una patologia cerebral subjacent. El DSM-5 defineix sis dominis clau de la funció cognitiva: funció executiva, aprenentatge i memòria, funció perceptual-motora, llenguatge, atenció complexa i cognició social.
Tot i que la malaltia d'Alzheimer representa la majoria dels casos de trastorns cognitius, hi ha diverses afeccions mèdiques que afecten les funcions mentals com la memòria, el pensament i la capacitat de raonament, incloses la degeneració frontotemporal, la malaltia de Huntington, la demència amb cossos de Lewy, lesions cerebrals traumàtiques, malaltia de Parkinson, malaltia per prions i problemes de demència/cognitius a causa de la infecció pel VIH. Els trastorns cognitius es diagnostiquen com a lleus o majors en funció de la gravetat dels seus símptomes. Tot i que els trastorns d'ansietat, de l'estat d'ànim i els trastorns psicòtics també poden tenir un efecte en les funcions cognitives i de memòria, el DSM-IV-TR no considera aquests trastorns cognitius, ja que la pèrdua de la funció cognitiva no és el símptoma principal (causal). A més, els trastorns del desenvolupament, com el trastorn de l'espectre autista, normalment es desenvolupen al néixer o a principis de la vida en oposició a la naturalesa adquirida dels trastorns cognitius.
Les causes varien entre els diferents tipus de trastorns, però la majoria inclouen danys a les parts de la memòria del cervell. Els tractaments depenen de com es produeix el trastorn. La medicació i les teràpies són els tractaments més habituals; no obstant això, per a alguns tipus de trastorns, com certs tipus d'amnèsia, els tractaments poden suprimir els símptomes, però actualment no hi ha cura.